# 亨利·梅因
亨利·梅因（1822年8月15日—1888年2月3日）是一位英国輝格黨人、比較法学家和历史学家，主要作品有《古代法》等。